# 大川橋 (川崎市)

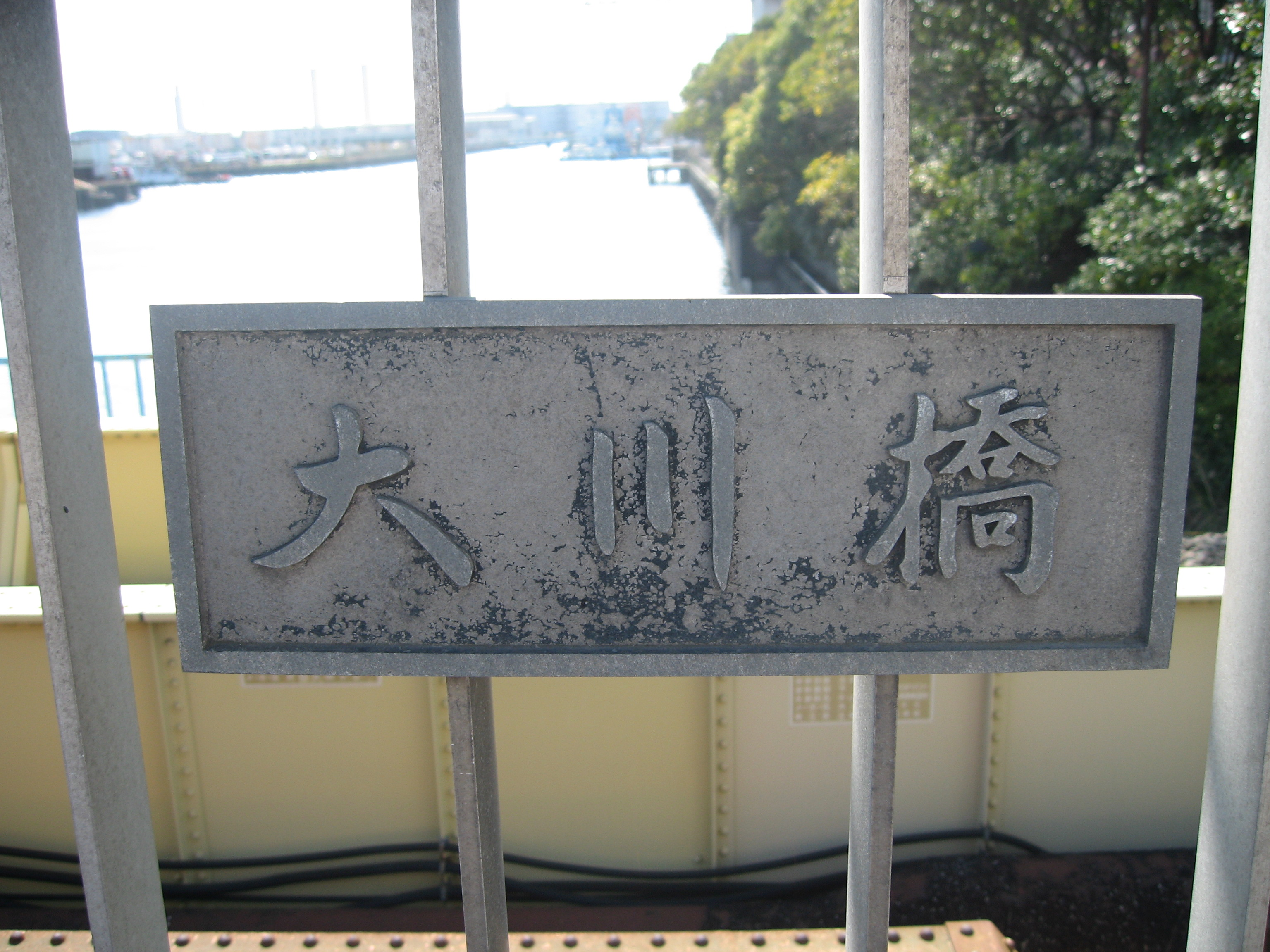
大川橋標。2007年3月30日撮影。

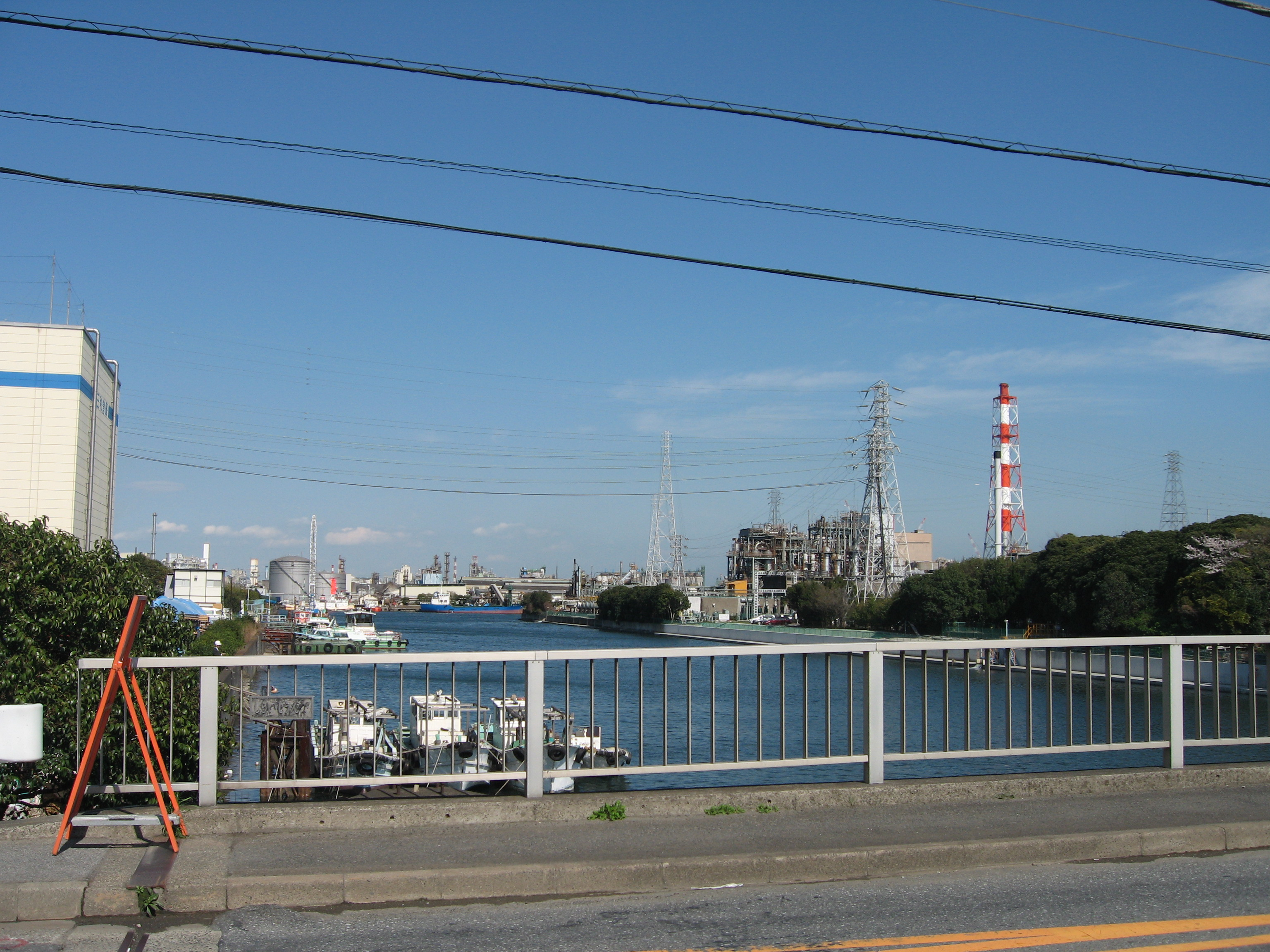
大川橋から白石運河を臨む。2007年3月30日撮影。

大川橋（おおかわばし）は、神奈川県川崎市川崎区の白石運河にかかる橋である。

## 概要
川崎区の大川町と白石町を結んでいる。白石運河に唯一かかる橋である。

## 交通
- JR 鶴見線 大川支線
  - 大川支線は、大川橋に隣接する「第5橋りょう」を渡っている。